# Grégoire le Sinaïte
Pour les articles homonymes, voir Grégoire.
Grégoire le Sinaïte est un moine de l'Église orthodoxe grecque, fondateur du mouvement de l'hésychasme, né vers 1255/1265 à Koukoulos, localité située près d'Urla au sud du golfe de Smyrne, mort le 27 novembre 1346 dans le monastère qu'il avait fondé sur le mont Paroria (dans le massif de la Strandja, actuellement en Bulgarie). Sa vie a été racontée par son disciple Calliste, qui fut patriarche de Constantinople entre 1350 et 1363.

## Biographie
Né dans une famille riche et pieuse, il est capturé par les Turcs au début du règne de l'empereur Andronic II (donc après 1282) et emmené à Laodicée de Syrie, où sa rançon est payée par des habitants chrétiens de la ville. Il se rend alors à Chypre, où il entre en religion (comme « rhasophore », novice), puis gagne le monastère Sainte-Catherine du Sinaï, où il reçoit la tonsure et séjourne pendant une longue période. Ayant dû partir à la suite de tensions dans la communauté, il passe à Jérusalem, puis gagne la Crète, où il fait la rencontre d'un pieux ermite, Arsène, qui lui transmet un riche enseignement sur la vie contemplative (en grec ancien : θεωρία). Ayant ensuite gagné le mont Athos, où il se joint à la « skiti » de Magoula, dépendant du monastère de Philotheou, puis occupe un autre ermitage près du monastère de Simonopetra, il y rencontre de nombreux moines intéressés par sa conception de la vie religieuse, et fait de nombreux disciples, dont Grégoire Palamas et les futurs patriarches Isidore Boukharis et Calliste. Vers 1325, comme d'autres moines vivant hors des grands monastères, il est contraint au départ par les raids répétés des Turcs et se réfugie quelques mois à Thessalonique. Ensuite, il séjourne sur les îles de Chio, de Mytilène, plusieurs mois à Constantinople, puis il gagne Sozopol. De là, il va s'installer dans la région du mont Paroria (non loin de la localité actuelle de Kalovo, commune de Malko Tarnovo). Il y est de nouveau inquiété par les Turcs, et doit fuir un temps vers Constantinople, refait un séjour au mont Athos, mais il obtient finalement la protection du tsar de Bulgarie Ivan Aleksandre Asen et peut se réinstaller vers 1335 dans son monastère, où il reste jusqu'à sa mort. Selon son biographe, il y anime un véritable « atelier spirituel », entouré de disciples grecs, bulgares et serbes. Parmi ses disciples slaves directs figurent Théodose de Tarnovo, Romil de Vidin, Euthyme de Tarnovo, Cyprien de Kiev.
C'est un saint de l'Église orthodoxe, fêté par les Grecs le 27 novembre, par les Slaves le 8 août. Sa Vie par le patriarche Calliste fut très vite traduite en bulgare. Le site de son monastère correspondrait à l'actuelle chapelle de « Sveta Petka », dans la réserve naturelle de Paroria (Bulgarie).
Il est considéré comme l'un des principaux initiateurs du mouvement « hésychaste » qui s'est développé dans les Églises grecque et slave au XIVe siècle. Il a laissé assez peu d'écrits, et pas d'exposé doctrinal systématique, ayant surtout impressionné par sa vie et ses exemples. Ses principaux textes sont 175 Chapitres, regroupés en cinq recueils, de conseils spirituels pour les moines, qui sont repris dans la Philocalie des Pères neptiques, et en outre un Discours sur la Transfiguration. Des hymnes religieux lui sont attribués dans des manuscrits.

## Édition
- PG, vol. 150, col. 1240-1345.
- Philocalie des Pères neptiques, vol. IV, Athènes, 1961, p. 31-88.

## Traduction
- Philocalie des Pères neptiques, fascicule 10 (Théolepte de Philadelphie, Nicéphore le Solitaire, Grégoire le Sinaïte, Grégoire Palamas), introduction, traduction et notes de Jacques Touraille, Abbaye de Bellefontaine, Begrolles-en-Mauges, 1990, p. 56-147.
- Jean Gouillard (trad.), Petite Philocalie de la prière du cœur, Paris, 1968, p. 177-197.